# 요코타 가즈요시
요코타 가즈요시(일본어: 横田 和善,?~2011년 9월 7일)는 일본의 애니메이션 감독이다.
그의 죽음은 시나리오 작가 잇시키 노부유키를 통해 밝혀졌다.